# 格拉格 (北卡羅萊納州)
格拉格（英語：Gragg）是位於美國北卡羅萊納州埃弗里縣的非建制地區。

## 歷史
格拉格的郵局於1886年設立，其後於1958年停運。

## 地理
格拉格所處的海拔為高於海平面812米（即2664英呎），而該地所採用的時區為UTC-5，即北美东部时区（EST）。同時該地設有夏令時間，為UTC-5調快一小時，即UTC-4（EDT）。